# Swiss Indoors 1991
Lo Swiss Indoors 1991, noto anche come Davidoff Swiss Indoors per motivi di sponsorizzazione, è stato un torneo di tennis giocato sul cemento. È stata la 22ª edizione del torneo e faceva parte della categoria World Series nell'ambito dell'ATP Tour 1991. Si è giocato a Basilea in Svizzera dal 23 al 28 settembre 1991.

## Campioni

### Singolare maschile
Jakob Hlasek ha battuto in finale  John McEnroe con il punteggio di 7–6(4), 6–0, 6–3

### Doppio maschile
Jakob Hlasek /  Patrick McEnroe hanno battuto in finale  Petr Korda /  John McEnroe con il punteggio di 3–6, 7–6, 7–6